# يوسف زيدان
يوسف محمد أحمد زيدان (مواليد 30 يونيو 1958) كاتب وفيلسوف وأستاذ جامعي مصري، ومتخصص في التراث العربي المخطوط وعلومه، له عدة مؤلفات وأبحاث علمية في الفكر الإسلامي والتصوف وتاريخ الطب العربي، وله إسهام أدبي في أعمال روائية منشورة، وله مقالات دورية وغير دورية في عدد من الصحف العربية. عمل مديرًا لمركز المخطوطات في مكتبة الإسكندرية.

## النشأة والتعليم
ولد يوسف زيدان يوم 30 يونيو 1958 في مدينة سوهاج، مركز ساقلتة بقرية العوامية نجع الساقية بصعيد مصر وانتقل إلى الإسكندرية مع جده وهو طفل صغير ودرس في مدارسها.
التحق بقسم الفلسفة في كلية الآداب في جامعة الإسكندرية ولقد حصل يوسف زيدان على:

### شهاداته العلمية
- شهادة ليسانس الفلسفة من كلية الآداب جامعة الإسكندرية عام 1980.
- حصل على درجة الماجستير في الفلسفة الإسلامية برسالته عن «الفكر الصوفي عند عبد الكريم الجيلي، دراسة وتحقيق لقصيدة النادرات العينية للجيلي مع شرح النابلسي».
- حصل على درجة الدكتوراه في الفلسفة الإسلامية برسالته عن «الطريقة القادرية فكرًا ومنهجًا وسلوكًا، دراسة وتحقيق لديوان عبد القادر الجيلاني» وذلك عام 1989 .[3]

وحصل على درجة الأستاذية في الفلسفة وتاريخ العلوم عام 1999. وأنشأ أيضًا قسم للمخطوطات في مكتبة الإسكندرية عام 1994 وعمل رئيساً له. وفصل من وظيفتهِ عقب نشوب خلاف بينه وبين الدكتور إسماعيل سراج الدين رئيس مكتبة الإسكندرية في وقتها.

## مؤلفات ودراسات
كتب يوسف زيدان العديد من المؤلفات في مجالات متعددة منها ما يتصل بالتراث الإسلامي، كذلك الإنتاج الأدبي. وتتوزع أعماله على فروع: التصوف الإسلامي والفلسفة الإسلامية وتاريخ العلوم الطبية والرواية والقصة القصيرة.
قائمة جميع أعماله:
| - المقدمة في التصوف - عبد الكريم الجيلي فيلسوف الصوفية - الفكر الصوفي عند عبد الكريم الجيلي - شرح فصول أبقراط لإبن النفيس - شعراء الصوفية المجهولون - قصيدة النادرات العينية للجيلي - الطريق الصوفي وفروع القادرية بمصر - عبد القادر الجيلاني، باز الله الأشهب - المختار من الأغذية لإبن النفيس - شرح مشكلات الفتوحات المكية - فوائح الجمال وفواتح الجلال لنجم الدين كُبرى - التراث المجهول، إطلالة علي عالم المخطوطات - نوادر مخطوطات بلدية الإسكندرية - بدائع المخطوطات القرآنية بالإسكندرية - التقاء البحرين - نصوص نقدية - حي بن يقظان النصوص الأربعة - المتواليات - دراسات في التصوف - المتواليات (فصول في المتصل التراثي المعاصر) - إعادة اكتشاف ابن النفيس. - مختارات من نوادر مقتنيات مكتبة الإسكندرية - التصوف - تأليف - المخطوطات الألفية - تأليف - الشامل في الصناعة الطبية لإبن النفيس ثلاثون جزءًا - ظل الأفعى - رواية | - كلمات - تأليف - عزازيل - رواية - ترجمت إلى معظم لغات العالم - اللاهوت العربي وأصول العنف الديني - تأليف - النبطي - رواية - ترجمت إلى العديد من اللغات - محال - رواية - متاهات الوهم - تأليف - دوامات التديّن - تأليف - فقه الثورة - تأليف - جونتنامو - رواية - حل وترحال - مجموعة قصصية - فقه الحب - تأليف - شجون مصرية - شجون عربية - شجون تراثية - نور (رواية) - فردقان اعتقال الشيخ الرئيس - رواية ٢٠١٨ - رواية حاكم جنون ابن الهيثم- رواية ٢٠٢١ - الورّاق - أمالي العلاء (رواية) 2023. - بحوث مؤتمر المخطوطات الألفية - تقديم وتحرير - بحوث مؤتمر المخطوطات الموقعة - بحوث مؤتمر المخطوطات المترجمة - بحوث مؤتمر المخطوطات المطوية - بحوث مؤتمر المخطوطات الشارحة |

### في التصوف الإسلامي
تتركز أعمال زيدان في موضوع التصوف الفلسفي في مرحلة النضوج، وهو أحد أكثر مباحث التصوف الإسلامي تعقيدا، نظرًا لتواشجه بالعديد من الأفكار والمذاهب الفلسفية. لذا نجده يكتب عن الشيخ الأكبر ابن عربي كتابه «شرح مشكلات الفتوحات المكية لابن عربي»، ثم يتناول عبد الكريم الجيلي في «عبد الكريم الجيلي فيلسوف الصوفية» و«الفكر الصوفي عند عبد الكريم الجيلي» ثم يتناول عبد القادر الجيلاني في «ديوان عبد القادر الجيلاني» و«عبد القادر الجيلاني باز الله الأشهب». وتمثل هذه المؤلفات التيار السائد في تأليف زيدان فيما يتعلق بالتصوف، فمؤلفاته هي أقرب إلى التصوف الفلسفي من فروع التصوف الأخرى.

### في الفلسفة الإسلامية
أهم ما يميز إنتاج زيدان فيما يتعلق بالفكر الفلسفي في الإسلام هو اهتمامه بالفلسفة المشرقية التي تعبر عن الفكر الفلسفي العربي الذي نزع عن نفسه ربقة الفكر المشائي اليوناني. لهذا نجد أهم أعماله في هذا السياق «حي بن يقظان، النصوص الأربعة ومبدعوها». لقد أخرج في هذا الكتاب النصوص التي تتناول قصة حي بن يقظان وتجلياتها المختلفة عند ابن سينا وابن طفيل والسهروردي وأضاف إليه نصًا آخر لم يكن قد حظي بشهرة سابقيه وهو نص فاضل بن ناطق لابن النفيس. وهكذا يكون هذا الكتاب أشمل إخراجٍ لواحدة من أعمق التيمات الفلسفية في التراث العربي. كما أن له كتاب آخر له أهمية كبيرة من زاوية مناقشة علم الكلام الإسلامي وأصوله وجذوره، وهو كتاب اللاهوت العربي، وجذور العنف الديني. والكتاب أيضاً يعد محاولة لفهم جذور العنف الديني في الديانات السماوية الثلاث: اليهودية، والمسيحية، والإسلام.

### فيتاريخ الطبالعربي
تاريخ العلوم عند العرب، وبخاصة تاريخ الطب العربي، هو فرع من الفروع التي أسهم فيها يوسف زيدان إسهامًا كبيراً في إطار رؤيته للتراث العربي. فقد ألف وحقق عددًا من النصوص التراثية الهامة في هذا المجال. وهو يعد واحدا من أكبر الدارسين لعلاء الدين بن النفيس صاحب موسوعة «الشامل في الصناعة الطبية» التي تعد من أكبر الموسوعات الطبية وأشملها في القرون الوسطى. وقد قام يوسف زيدان بتحقيق هذه الموسوعة الضخمة ونشرها في ثلاثين مجلدا ضمن إصدارات المجمع الثقافي في أبي ظبي. وبنشرها حصل على جائزة مؤسسة الكويت للتقدم العلمي (للمرة الثانية) بعد أن كان حصل عليها من قبل على دراساته عن ابن النفيس. ومن مؤلفاته وتحقيقاته في تاريخ الطب العربي نذكر:
- شرح فصول أبقراط
- رسالة الأعضاء، لابن النفيس
- المختار من الأغذية، لابن النفيس.
- الموجز في الطب لابن النفيس.
- إعادة اكتشاف ابن النفيس.
- مقالة في النقرس لأبي بكر الرازي
- الشامل في الصناعة الطبية، لابن النفيس (40 مجلداً) [12]

### في فهرسة المخطوطات العربية
قام زيدان بفهرسة ما يربو على 18000 مخطوطة من المخطوطات العربية. وتتسم هذه الفهارس بأنها فهارس موضوعية تحليلية تقدم للباحث نبذة عن المخطوط وهيئه وحالته، كما تورد أول المخطوط وآخره. فهارس المخطوطات:
| - فهرس مخطوطات جامعة الإسكندرية (الجزء الأول) - فهرس مخطوطات جامعة الإسكندرية (الجزء الثاني) - نوادر المخطوطات بمكتبة بلدية الإسكندرية - فهرس مخطوطات مكتبة رفاعة رافع الطهطاوي (الجزء الأول) - فهرس مخطوطات مكتبة رفاعة رافع الطهطاوي (الجزء الثاني) - فهرس مخطوطات مكتبة رفاعة رافع الطهطاوي (الجزء الثالث) - فهرس مخطوطات أبى العباس المرسى (الجزء الأول) - فهرس مخطوطات أبي العباس المرسي (الجزء الثاني) - فهرس مخطوطات رشيد ودمنهور | - فهرس مخطوطات بلدية الإسكندرية (الجزء الأول) - فهرس مخطوطات بَلَديَّة الإسكندرية (الجزء الثاني: التصوف وملحقاته) - فهرس مخطوطات بَلَديَّة الإسكندرية الجزء الثالث - فهرس مخطوطات بلدية الإسكندرية (الجزء الرابع: المنطق) - فهرس مخطوطات بلدية الإسكندرية (الجزء الخامس) - فهرس مخطوطات المعهد الديني بسموحة - فهرس مكتبة الأسكوريال - فهرس شبين الكوم |

### القصص والأعمال الروائية
يتمثل إسهام يوسف زيدان النقدي في مؤلفه «ملتقى البحرين» الذي يبسط فيه رؤيته النقدية لأعمال معاصريه من أمثال الروائي جمال الغيطاني. وله إسهاما روائيا في روايتيه «ظل الأفعى» المنشورة في سلسلة روايات الهلال، ورواية «عزازيل» التي فازت بأهم جائزة أدبية في الشرق الأوسط وفي العالم العربي الجائزة العالمية للرواية العربية لأفضل رواية عربية لعام 2009. وقد طبع من رواية عزازيل منذ وقت نشرها حتى (أوائل 2010) 16 طبعة متتالية أصدرتها دار الشروق المصرية وهي من أهم الروايات العربية في تاريخ اللاهوت المسيحي.
| - ظل الأفعى (رواية) - عزازيل (رواية) - النبطي (رواية) - اللاهوت العربي - حل و ترحال (مجموعه قصصية) - دوامات التدين (مجموعة مقالات) - متاهات الوهم (مجموعة مقالات) - فقه الثورة - كلمات (التقاط الألماس من كلام الناس) | - محال (رواية) - جونتنامو (رواية) - حل و ترحال (مجموعة قصصية) - فقه الحب. - فقه العشق. 2016. - فقه الهيام. 2022. - فردقان: اعتقال الشيخ الرئيس (رواية). - الورّاق - أمالي العلاء (رواية) 2023. |

### دراسة وتحقيق
- ديوان عبد القادر الجيلاني - دراسة وتحقيق
- ديوان عفيف الدين التلمساني - دراسة وتحقيق
- رسالة الأعصاء لابن النفيس - دراسة وتحقيق
- المختصر في علم الحديث النبوي لابن النفيس - دراسة وتحقيق
- ماهية الأثر في وجه القمر، لابن الهيثم - دراسة وتحقيق
- مقالة في النقرس للرازي - دراسة وتحقيق

## انتقادات

### التشكيك بحادثة المعراج
في مارس 2017، أثار يوسف زيدان جدلاً واسعًا بتشكيكه في حادثة المعراج، معتبرًا إياها «اختراعًا من القصاصين» ومشيرًا إلى أنها مستمدة من «الإسرائيليات والتراث الفارسي». زيدان ادعى أن «القصاصين في القرون الأولى»، الذين شبههم بجالسي المقاهي في العصر الحديث، هم من أشاعوا وروجوا قصة المعراج، وأن الثابت في القرآن الكريم هو فقط رحلة الإسراء. هذه التصريحات أثارت استياءً واسعًا في الأوساط الدينية والثقافية، حيث اعتبرها البعض تقليلًا من شأن حادثة مهمة في التاريخ الإسلامي، وطعنًا في الروايات المتواترة التي تناولت تفاصيل الإسراء والمعراج.

### زعمه أن المسجد الأقصى ليس في القدس
في ديسمبر 2017، أدلى يوسف زيدان بتصريحات مثيرة للجدل حول القدس والمسجد الأقصى، زاعمًا أن المسجد الأقصى المذكور في القرآن ليس هو الموجود في القدس، وأن المدينة ليست ذات قدسية دينية. هذه التصريحات لاقت ترحيبًا من السفارة الإسرائيلية في القاهرة، التي أعربت عن سعادتها بأقوال زيدان. في المقابل، واجه زيدان انتقادات حادة من شخصيات ثقافية وبرلمانية مصرية. إذ شن النائب مصطفى بكري هجومًا لاذعًا عليه، متهمًا إياه بالتآمر على الوطن وتزييف التاريخ، وداعيًا إلى محاكمته بسبب تصريحاته التي تشكك في أحقية العرب والمسلمين بالقدس. كما هاجم الدكتور أحمد كريمة، أستاذ الشريعة بجامعة الأزهر، زيدان بشدة، متهمًا إياه بتشويه الحقائق التاريخية وإثارة الفتنة في المجتمع.
بالإضافة إلى ذلك، شكر زيدان السفارة الإسرائيلية على إشادتها بتصريحاته، مما زاد من حدة الجدل حول مواقفه. هذا التفاعل أثار تساؤلات حول دوافع زيدان وخلفيات تصريحاته، خاصة في ظل الترحيب الإسرائيلي بها والانتقادات الواسعة التي واجهها من قبل المجتمع المصري والعربي.

### السخرية من العرب
في إحدى محاضراته، أبدى موقف سخرية من العرب، وادّعى أنه لم يكن هناك عالم في اللغة العربية أصله عربي، متجاهلًا الحقيقة الواضحة التي تؤكد أن أكثر علماء العربية كانوا عربًا، بل إنهم من كبار أئمتها، مثل الأصمعي، الراوية وإمام عصره في الشعر، وأبي عمرو بن العلاء، إمام المدرسة البصرية وأحد القراء السبعة، والكسائي، إمام المدرسة الكوفية وأحد القراء السبعة، والخليل بن أحمد الفراهيدي، العقل الفذ الذي وضع علم العروض وأرسى دعائم علم التشفير، وهو شيخ سيبويه، مؤلف أشهر كتب النحو، والذي أخذ علمه عنه.

### وصف صلاح الدين الأيوبي بالحقارة
وصف يوسف زيدان صلاح الدين الأيوبي بأنه «من أحقر شخصيات التاريخ» ضمن مشاركته في حلقة ببرنامج «كل يوم» مع المذيع عمرو أديب، كما قال أن قصة وا إسلاماه ترفع إحساس العنف عند الأطفال. ما أثار جدلاً واسعاً في الأوساط الثقافية المصرية وكذلك الشعبية، وتلقى على إثرها ردودًا تصفه، يظهر غيابًا واضحًا لفهم السياق التاريخي العميق الذي عاش فيه هذا القائد، ويخالف بذلك إجماع المؤرخين الذين يرون في صلاح الدين رمزًا للوحدة والانتصار. ووصفت نقده لصلاح الدين بأنه يعكس افتقارًا لفهم السياقات التاريخية العميقة وتحريفًا للواقع لصالح أفكار شخصية قد تكون ناتجة عن تأثره بمواقف غربية معادية للرموز الإسلامية.
وتلقى بعدها تأييدًا من أفيجدور ليبرمان وزير الدفاع الصهيوني، أعرب عن سعادته بتصريح يوسف زيدان عن شخصية صلاح الدين الأيوبي ووصفه له بأنه «من أحقر الشخصيات في التاريخ»، وقال: «سعيد للغاية بتصريحات المؤرخين المصريين التي تنزع القدسيّة عن أكبر إرهابي في التاريخ الإسلامي صلاح الدين الأيوبي، وعن أسطورة المسجد الأقصى المصطنعة»، متابعًا: «إنها تدفع في اتجاه إيجابي بكون القدس عاصمة أبدية لدولة إسرائيل».

### التطبيع مع إسرائيل
أحال اتحاد كتاب مصر الكاتب يوسف زيدان للتحقيق، على خلفية إعلان استعداد الكاتب لإلقاء محاضرة في جامعة إسرائيلية على أن يوافق اتحاد الكتاب على ذلك أولا. وكشف الدكتور علاء عبد الهادي رئيس النقابة العامة لاتحاد كُتاب مصر وقتها تفاصيل قرار النقابة بإحالة الكاتب يوسف زيدان للتحقيق؛ لاتهامه بالتطبيع مع إسرائيل؛ بعد إبدائه رغبة في إلقاء محاضرة في جامعة تل أبيب، وهو فعل محظور وفق لوائح وقرارات الاتحاد وجمعياته العمومية المتتالية. وأكد رئيس اتحاد الكتاب وقتها أن يوسف زيدان تواصل مع مركز موشي ديان بجامعة تل أبيب لإلقاء محاضرات. وكان قد أعلن دعمه التطبيع مع إسرائيل، منتقدا من يعارضه.

### التشكيك بقصة أصحاب الفيل
في يونيو 2022، أثا يوسف زيدان جدلاً واسعًا بإنكاره لواقعة الفيل ومحاولة أبرهة الحبشي هدم الكعبة، معتبرًا أنها من «الإسرائيليات» التي رواها كعب الأحبار اليهودي. زيدان انتقد دار الإفتاء المصرية بسبب تفسيرها التقليدي للواقعة، مؤكدًا أنه لا يوجد ذكر لأبرهة في القرآن، وأن قصة «أصحاب الفيل» تتعلق بحروب تاريخية استخدمت فيها الفيلة. تصريحات زيدان قوبلت بردود فعل غاضبة من علماء الأزهر، حيث اعتبر الدكتور أحمد كريمة، أستاذ الشريعة الإسلامية، أن زيدان يهدف إلى التشكيك في الثوابت الدينية، مؤكدًا أن واقعة الفيل مثبتة في القرآن الكريم والسنة النبوية، وأنها من المعجزات الإلهية. هذا الجدل ليس الأول من نوعه لزيدان، حيث سبق أن أثار انتقادات واسعة بسبب تشكيكه في قدسية المسجد الأقصى، وإنكاره لرحلة الإسراء والمعراج، ووصفه لشخصيات تاريخية إسلامية مثل صلاح الدين الأيوبي بأوصاف سلبية. تكرار هذه التصريحات يثير تساؤلات حول دوافع زيدان الحقيقية، وما إذا كان يسعى عمدًا لإثارة الجدل والتشكيك في المسلمات الدينية والتاريخية، مما يؤدي إلى زعزعة ثقة الناس في تراثهم وإرثهم الثقافي.

### السرقة الأدبية في رواية عزازيل
اتهم زيدان بسرقة روايته الشهيرة «عزازيل» من عدة مصادر، أبرزها رواية «أعداء جدد بوجه قديم (هيباتيا)» للكاتب الإنجليزي تشارلز كينغسلي. الكاتب علاء عودة قال إن التفاصيل والبناء والحوار في «عزازيل» منقولة نصًا من رواية كينغسلي، كذلك اتهم بسرقة أفكار من رواية «اسم الوردة» للكاتب الإيطالي أمبرتو إيكو أيضًا، وبنفس التفاصيل أكد ذلك أيضًا الروائي التونسي كمال العيادي.

### سخرية جماهيرية
أثار يوسف زيدان جدلاً واسعاً بعد تفسيره الخاطئ لكلمة «متبول» في بيت كعب بن زهير «بانت سعاد فقلبي اليوم متبول»، حيث ادّعى أن معناها هو «غمس القلب في التوابل». هذا التفسير الغريب أثار موجة من الانتقادات الحادة من قبل المختصين في اللغة العربية، الذين أوضحوا أن «متبول» تعني القلب الذي أضعفه الحب وأسقمه، وهو المعنى الصحيح الذي يتماشى مع سياق القصيدة. ورغم وضوح الخطأ، رفض زيدان الاعتراف به، بل لجأ إلى مهاجمة منتقديه، واصفاً إياهم بالسفهاء.

## روابط خارجية
- يوسف زيدان على موقع أرشيف الشارخ